# Hans Wiegartz
Hans Wiegartz (* 23. Januar 1936 in Pirschütz, heute Pieruszyce, Gemeinde Czermin; † 27. März 2008 in Münster) war ein deutscher Klassischer Archäologe.

## Leben
Hans Wiegartz studierte seit 1956 an der Universität Marburg Klassische Archäologie und Klassische Philologie. 1962 wurde er bei Friedrich Matz mit einer Arbeit über kleinasiatische Säulensarkophage promoviert, ein bis heute grundlegendes Werk zu dieser Denkmälergattung. 1963/64 erhielt er das Reisestipendium des Deutschen Archäologischen Instituts. Anschließend war er bis 1974 wissenschaftlicher Mitarbeiter beim Corpus der Antiken Sarkophage in Marburg tätig, wo er zu den attischen Sarkophagen forschte. 1974 erfolgte die Habilitation in Marburg mit einer Arbeit zu den kaiserzeitlichen Sarkophagen aus der Nikolaus-Kirche in Myra. 1975 bis 1978 war er Professor für Klassische Archäologie an der Technischen Universität Berlin, von 1978 bis zu seinem Ruhestand 2001 war er Professor für Klassische Archäologie an der Universität Münster.